# Julio Eugui
Julio Eugui Hermoso de Mendoza (Pamplona , 1944-Oviedo, 14 de junio de 2024) fue un sacerdote católico, incardinado en la Prelatura del Opus Dei, escritor y juez eclesiástico español.

## Biografía
Julio nació en Pamplona en 1944. Su padre, Julio Eugui, fue promotor del colegio El Redín (Pamplona, julio de 1965), de Fomento de Centros de Enseñanza. Tras su ordenación sacerdotal (1969), se doctoró en Pedagogía y en Derecho canónico. Defendió su tesis doctoral en Derecho Canónico, en la Universidad de Navarra sobre ''La participación de la comunidad cristiana en la elección de los Obispos (ss. I-V)'', que publicó en 1977.
Tiempo después desarrollo su faceta literaria, con la publicación de diversos folletos en Ediciones Palabra (1979-1984); y varias monografías en Ediciones Rialp, fundamentalmente sobre las virtudes cristianas: Anécdotas y virtudes (1987); Nuevas anécdotas y virtudes (1995); Más anécdotas y virtudes (1999); y Mil anécdotas de virtudes (2004).
Trabajó en la causa de canonización de san Josemaría Escrivá de Balaguer. Posteriormente, se trasladó a Oviedo, donde ejerció como juez diocesano en la Archidiócesis de Oviedo, y fue defensor del vínculo y promotor de justicia.
En junio de 2019 celebró sus bodas de oro sacerdotales junto otros cinco sacerdotes, en una ceremonia presidida por el Arzobispo de Asturias, monseñor Jesús Sanz Montes, en el seminario metropolitano de Oviedo.
Días antes de fallecer, había sufrido un ictus del que no logró recuperarse. Falleció en Oviedo, el  14 de junio de 2024 a los 79 años, a causa de un derrame cerebral.

## Obras
- Mil anécdotas de virtudes, Madrid, Ediciones Rialp, 2004, 651 pp., ISBN: 8432135151.
- Más anécdotas y virtudes, Madrid, Ediciones Rialp, 1999, 223 pp., ISBN:8432132551.
- Del ateísmo a la fe en Cristo: historia de una conversión, Madrid, Ediciones Palabra, 1997, 48 pp., ISBN: 8482391984.
- Nuevas anécdotas y virtudes, Madrid, Ediciones Rialp, 1995, 175 pp., ISBN: 8432130737.
- Dios desconocido y cercano, Madrid, Ediciones Rialp, 1991, 185 pp., ISBN: 8432127698.
- Anécdotas y virtudes, Madrid, Ediciones Rialp, 1987, 515 pp., ISBN: 8432123943.[10]
- Tu amistad con Jesucristo, Madrid, Ediciones Palabra, 1984, 48 pp., ISBN: 8471183919.
- La alegría de volver a Dios, Madrid, Ediciones Palabra, 1981, 48 pp., ISBN: 8471182564.
- El apostolado de la gente corriente, Madrid, Ediciones Palabra, 1979, 44 pp., ISBN: 8471181495.
- La participación de la comunidad cristiana en la elección de los obispos siglos I-V, Pamplona, Eunsa, 1977, 231 pp., ISBN: 8431302496.[11]